# Eymund de Hólmgard
Eymund fue un legendario caudillo vikingo que se menciona en el Skáldskaparmál del escaldo islandés Snorri Sturluson, monarca del reino oriental de Hólmgard (nórdico antiguo: Hólmgarðr, hoy Novgorod); suegro de Halfdan el Viejo, rey de Ringerike que casó con su hija Alvig la Sabia quienes, según la leyenda, le dieron dieciocho nietos, nueve de ellos en el mismo parto.